# Greenville, Kentucky
Greenville är en stad i Muhlenberg County i delstaten Kentucky, USA. År 2000 hade staden 4 398 invånare. Den har enligt United States Census Bureau en area på 12,4 km², allt är land. Greenville är administrativ huvudort (county seat) i Muhlenberg County.